# マーシー (T-AH-19)
マーシー（USNS Mercy, T-AH-19）は、アメリカ海軍の病院船。マーシー級病院船のネームシップ。その名を持つ艦としては3隻目である。ジュネーヴ協定に従い「マーシー」およびその乗員は火器を運搬しない。
船型は高くされた前甲板、欄間軸、球状船首、前方ブリッジを備えた拡張甲板室および航空管制システムを備えたヘリコプターデッキを装備している。

## 艦歴
1976年、カリフォルニア州サンディエゴのナショナル・スティール・アンド・シップビルディング・カンパニーによって当初、石油タンカー「ワース（SS Worth, MA-299）」として建造された。
その後、同船は海軍が取得、1984年7月に改称、病院船へ改造され、1985年7月20日に進水し、1986年11月8日に就役した。
「マーシー」の主な任務はアメリカ軍の陸上展開部隊、上陸作戦部隊を迅速かつ柔軟に支援し、傷病兵に対する医療支援を主なうことである。
また、平時においてはアメリカの政府系機関からの要請に基づき災害被災者や人道支援対象者に対して医療支援を行う。
1987年2月27日、フィリピンと南太平洋に向けて演習および人道支援の航海を開始。スタッフはアメリカ海軍・陸軍・空軍の現役および予備役兵が含まれた。フィリピンの7つの港、南太平洋の7つの港で62,000以上の外来患者およびおよそ1,000人の入院患者が治療を受けた。1987年7月13日、カリフォルニア州オークランドに帰還した。
1990年8月9日、オペレーション・デザート・シールドに参加。8月15日に出航し、9月15日にペルシャ湾に到着。
以降6ヶ月間にわたって多国籍軍に対して医療支援を行い690名の患者を受け入れ、300件にも及ぶ手術を実施した。21名のアメリカ兵および2名のイタリア兵の捕虜の治療を行った。1991年3月16日にペルシャ湾を出航し、4月23日にオークランドに帰還した。
カリフォルニア州サンディエゴを母港とし、平時は縮小された人員で運用される。同艦の乗員の残りはサンディエゴの海軍医療センターで勤務している。

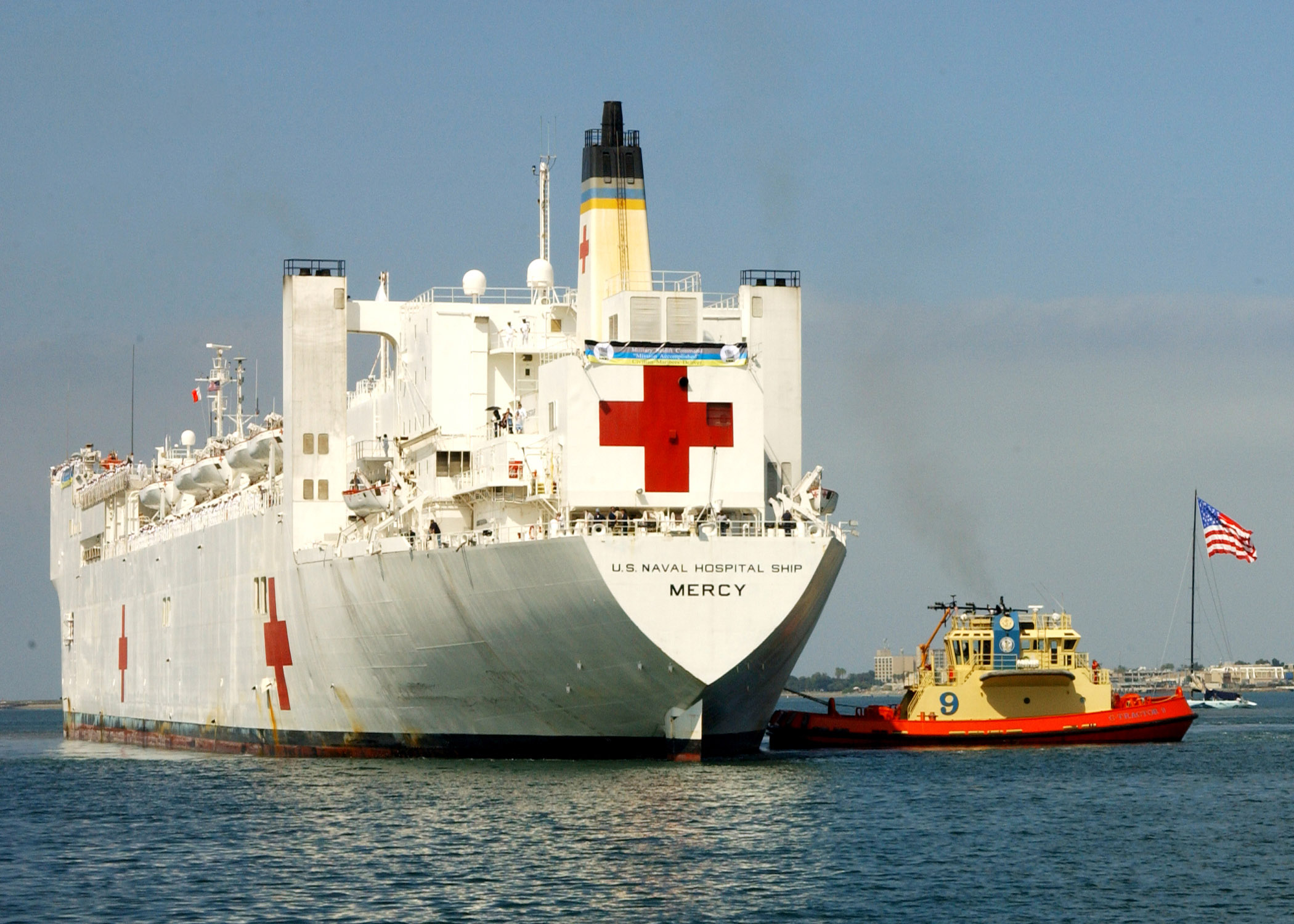
スマトラ島沖地震の救援任務から帰港した「マーシー」

2005年1月5日に、スマトラ島沖地震で生じた津波被害者支援のためアメリカ軍が行ったユニファイド・アシスタンス作戦の一部としてサンディエゴを出港した。
2006年以降数年に一度米海軍の「パシフィックパートナーシップ」活動による数ヶ月におよぶ航海を行っており、南太平洋、東南アジア諸国やミクロネシアの島々における人道的医療、歯科、エンジニアリング支援を提供しながら地域の軍、政府、災害救援活動中の人道支援団体の相互運用性を向上させる活動を行っている。
2018年6月10日、横須賀に寄港。災害発生時、医療拠点として船舶の活用を検討している日本政府が招致したもので、14日に海上自衛隊の自衛艦隊司令部、潜水医学実験隊、潜水艦救難艦「ちよだ」、米海軍の第7艦隊司令部なども参加した日米衛生共同訓練を実施した。16日には東京・大井ふ頭で一般見学会と報道陣への公開が行われた。
2020年、アメリカ国内で新型コロナウイルスの感染が拡大したことを受け、同年3月27日までにロサンゼルスに到着。新型肺炎患者のためのベッドを確保するために、肺炎以外の治療を受けている患者の移転、療養先として使われた。

## 艦内設備
患者容量：
集中治療病床：80床
回復病床：20床
中間ケア病床：280床
軽傷病床：120床
限定ケア病床：500床
手術室：12
全患者容量：1,000名
部門や設備：
負傷者受付
放射線サービス
メイン及びサテライトラボ
中央滅菌室
医療用電源/薬局
理学療法と火傷ケア
集中治療室
歯科サービス
視力測定/レンズラボ
遺体安置所
ランドリー
酸素生成装置